# ألبرتو ريفيرا
ألبرتو ريفيرا (بالإسبانية: Alberto Romero Rivera)‏ (بالإنجليزية: Alberto Rivera)‏ هو قائد ديني إسباني وأمريكي، ولد في 19 سبتمبر 1935 في لاس بالماس دي غران كناريا في إسبانيا، وتوفي في 20 يونيو 1997 في بروكن أرو في الولايات المتحدة بسبب سرطان.